# 聖赫羅尼莫區 (庫斯科省)
聖赫羅尼莫區（西班牙語：Distrito de San Jerónimo），是秘魯的一個區，位於該國南部庫斯科大區的庫斯科省，面積103.34平方公里，海拔高度3,244米，2005年人口28,856，人口密度每平方公里280人。